# Études arabes

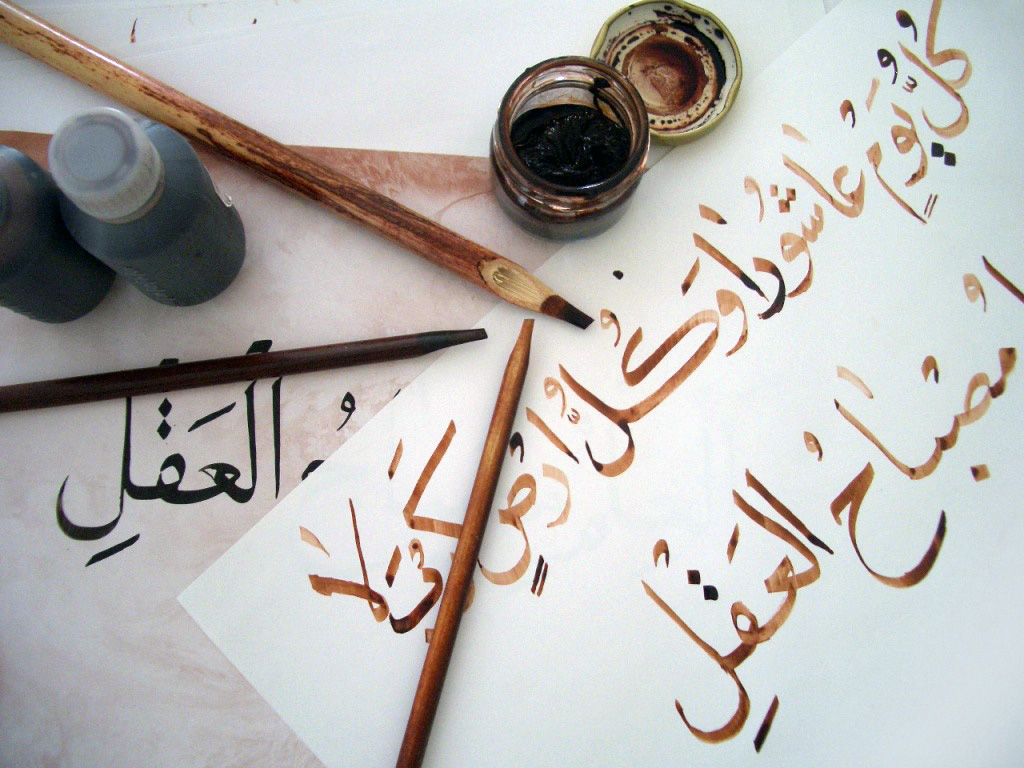
Image de calligraphie arabe.

Les études arabes en Europe ont commencé à partir des XVIe et XVIIe siècles. Les institutions modernes comprennent l'Institut pontifical d'études arabes et d'islamologie et l'Institut français d’études arabes de Damas.